# Mechtelly
Mechtelly (Nieuw-Nickerie, 9 de enero de 1935) es una escritora de libros para niños y jóvenes, y poetisa de Surinam . Mechtelly es el pseudónimo de Mechtelli Tjin-A-Sie.
Tjin-A-Sie trabaja como maestra de jardín de infantes, trabajadora de la cultura y es miembro de la Oficina de Estadísticas. Mechtelly ocupó durante varios años posiciones directivas en Schrijversgroep '77 (Asociación de Escritores). Ella debutó en 1973 con la recopilación de poesías Akoeba, luego le siguió Broko den skotoe (Rompiendo las barreras) (1974), Kors patoe (1975) y Mi afo (Mis ancestros) (1988).
Mechtelly también escribió varios libros para jóvenes. En 1977  "Japi en Joewan" fue el primero de una serie de libros para niños pequeños, seguido por Het aapje van Jaja (1982),Anomi de meesterzwemmer (1999) y De held en andere verhalen (1999). Para niños mayores, escribió libros tales como Het meisje uit Tapoeripa (1978), el cual se basa en narraciones orales criollas Goud uit de grond (1986). Otras obras incluyen:Emelina(1985),Amoi het Chinees meisje (1995) y Surina de moeder van de kontraktanten (1997). El lenguaje y la estructura simple de sus libros los convierte en ideales para lectores primerizos. 
Si bien su prosa no posee características especiales, su fortaleza reside en la poesía sranan, tratamiento de temas tradicionales (la naturaleza, la nación y la mujer) y la forma, mucho inspirado en raíces del sranan. El tono es claramente nacionalista. En 1995 Mechtelly se radicó en Ámsterdam en los Países Bajos. 